# Heinrich August Winkler
Heinrich August Wrinkler (Königsberg, 1938) es un historiador alemán, profesor de la Universidad Humboldt de Berlín.
Es autor de obras como Mittelstand, Demokratie und Nationalsozialismus (Kiepenheuer & Witsch, 1972); Revolution, Staat, Faschismus. Zur Revision des Historischen Materialismus (Valdenhoeck & Ruprecht, 1978); los tres volúmenes de Arbeiter und Arbeiterbewegung in der Weimarer Republik (1984-1987); Weimar, 1918-1933. Die Geschichte der ersten deutschen Demokratie (C. H. Beck, 1993); los dos volúmenes de Der lange Weg nach Westen (2000); Auf ewig in Hitlers Schatten? Über die Deutschen und ihre Geschichte (C. H. Beck, 2007); los cuatro volúmenes de Geschichte des Westens; o Zerreißproben. Deutschland, Europa und der Westen. Interventionen 1990–2015 (C. H. Beck, 2015); entre otras.